# Live on Neptune
Live on Neptune è un album dal vivo del DJ e produttore francese Étienne de Crécy. È stato rilasciato esclusivamente per il download digitale il 3 dicembre 2007.

## Tracce
1. Le Patron est Devenu Fou – 5:19
2. Am I Wrong – 5:26
3. Scratched – 3:28
4. Prix Choc – 6:02
5. Punk – 5:31
6. Fast Track Live vs We Are Your Friends – 8:49